# Anastilose

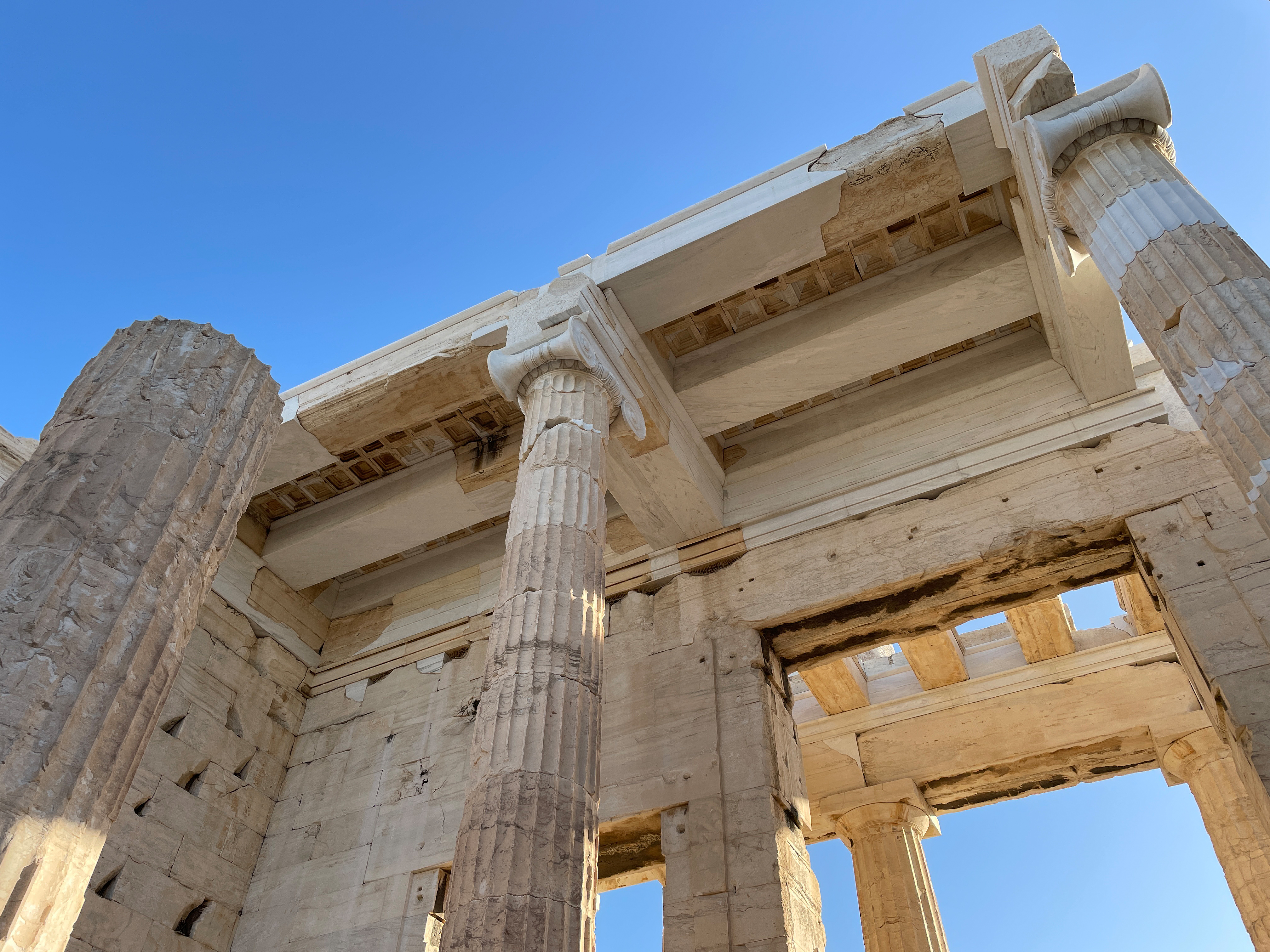
A anastilose é claramente visível nos capitéis jônicos e no arquitrave do Propileu da Acrópole de Atenas.

Anastilose (do grego antigo: αναστήλωσις, -εως; ανα, ana = "novamente" e στηλόω = "erigir [uma estela ou edifício]") é um termo arqueológico para uma técnica de reconstrução pela qual um edifício ou monumento em ruínas é restaurado usando os elementos arquitetônicos originais no maior grau possível. Também é usado às vezes para se referir a uma técnica similar para restaurar cerâmica quebrada e outros objetos pequenos.